# 쉬리리
쉬리리(중국어 간체자: 徐丽丽, 정체자: 徐麗麗, 병음: Xú Lìlì, 한자음: 서려려, 1988년 2월 18일~)는 중화인민공화국의 유도인으로 2012년 하계 올림픽에서 여자 하프헤비급 은메달을 획득했다. 

## 개인사
언니인 쉬위화도 중화인민공화국 국가대표 유도 선수로 활동했다.